# James Allen Williamson
Pour les articles homonymes, voir James Allen, Allen, James Williamson et Williamson.
James Allen Williamson, né le 27 mai 1951 à Fort Riley (États-Unis), est un homme politique américain. 

## Biographie
(février 2006).
- Licencié en science dans l'éducation et doctorat de droit de l'université de Tulsa.
- Il a enseigné les sciences sociales avant de commencer une carrière de loi.
- 1980-1986 :  Zone représentée 76 de Chambre (la partie du sud-est de Tulsa et de Broken-Arrow).
- 1982-1986 :  Chambre auxiliaire élu chef républicain de plancher.
- 1996 :  Élu au sénat, représentant la zone 35 du Sénat (la partie centrale du sud de Tulsa et de Jenks).
- 1998-2002:  Élu en tant que chef républicain du sénat auxiliaire
- 2003:  Élu en tant que chef de républicain du sénat.